# Neotantra
Neotantra è un termine usato per descrivere l'uso nella cultura occidentale moderna del concetto del Tantra. Il contesto è quello della cultura New Age e dell'interpretazione occidentale moderna del tantra della tradizione indiana e buddhista.

## Le origini del neotantra
Nel Vijnanabhairava tantra, il «tantra della conoscenza suprema», uno dei più antichi testi tantrici, su 112 pratiche soltanto tre (i versi 68 – 70) sono esplicitamente dedicate all'atto sessuale, tutte le altre sono pratiche meditative per i tanti momenti della vita.
In Occidente si è creata una certa confusione intorno all'importanza del sesso nel tantra e questa ha una precisa radice storica: quando negli anni Ottanta il guru Osho commentò il Vijnanabhairava tantra in chiave psicologica e al contrario di altri maestri indiani parlò esplicitamente delle pratiche sessuali legate al tantra, molti allievi occidentali, cresciuti in un paradigma religioso dove la ricerca spirituale era associata alla rinuncia al piacere, si sentirono sollevati di poter includere il piacere sessuale nel percorso spirituale. 
La sua allieva Margot Anand diede inizio ad una corrente chiamata neo-tantra: benché basata sui principi tantrici tradizionali, usava prevalentemente metodi tratti dalla bioenergetica e dalla sessuologia esperienziale. In reazione alle maggiori correnti spirituali i praticanti finirono tuttavia all'estremo opposto: se fino a quel momento si era praticata molta meditazione con poco sesso, nel neo-tantra si faceva molto sesso e poca meditazione. 
Il neo-tantra considera la meditazione in unione sessuale una componente importante sul percorso spirituale, perché come nessun'altra pratica, trova l'essere umano pienamente coinvolto nell'intensità della vita: con la mente, il corpo, i sentimenti, la relazione, l'alta eccitazione.
Miranda Shaw nella sua ricerca storica in Tibet arriva alla conclusione che la meditazione in unione sessuale non è un'invenzione del neotantra, ma stava alle radici del tantra stesso, quando il tantra veniva insegnato dalle donne. Addirittura il tantra tibetano, che dall'anno mille in poi è diventato una religione patriarcale e gerarchicamente organizzata, ha una radice femminile: Padmasambhava, il fondatore del buddhismo tantrico, aveva imparato da una donna e trasmise l'essenza dei suoi insegnamenti fino alla liberazione completa a molte discepole attraverso pratiche sessuali, come ci racconta Yeshe Tsogyel nella sua biografia.

## Definizione

### Inquadramento
Il neotantra, come pure il tantra tradizionale, non è una corrente codificata. Ogni scuola e ogni maestro lo interpreta in modo leggermente diverso, includendo le proprie esperienze personali e la sua cultura negli insegnamenti. In generale si può dire che le scuole negli Stati Uniti sono più concentrate sul percorso personale e sullo sviluppo del piacere, mentre in Europa si orientano a una fusione del percorso personale con quello spirituale. 

### Distinzioni dal tantra tradizionale

#### Distinzione negli obiettivi
Se il tantra tradizionale ha come obiettivo l'illuminazione, il neotantra mira prevalentemente al benessere, all'armonia nella coppia, al raggiungimento di alti piaceri e all'estasi. 

#### Distinzione nei metodi
Sul piano dei metodi le differenze prevalenti sono due. Il tantra tradizionale enfatizza la meditazione intesa come presenza totale al proprio corpo, alla mente e all'esistenza, per coltivare il testimone interiore. Il neotantra invece focalizza molto al passaggio dal cosiddetto falso sé al vero sé, e in minor misura alla pura presenza.

#### Distinzione nella didattica
Nel tantra tradizionale le pratiche sono prevalentemente individuali e il maestro insegna in sessioni a due all'allievo. Nel neotantra l'insegnamento avviene spesso in gruppo.
Integrazione delle pratiche moderne
Il neotantra, pur rimanendo legato alle sue origini tradizionali, si è evoluto per includere pratiche che enfatizzano la connessione tra corpo e mente. Tra queste, il massaggio tantrico come esperienza sessuale rappresenta un esempio significativo di come l'aspetto sensuale possa essere utilizzato come strumento per la consapevolezza e la crescita personale.

#### Riferimento alle fonti
Nel tantra a seconda dell'appartenenza della scuola (buddhista, induista, ecc.) il maestro si riferisce ai rispettivi testi sacri. Nel neotantra dei testi tradizionali si considerano soltanto alcuni principi che vengono combinati con nozioni e metodi della psicologia umanistica, della sessuologia, del counseling di coppia e transpersonale.

## Metodologia

### Presupposto per la scelta dei metodi
In un sondaggio condotto dall'Istituto Maithuna si è visto «per la maggior parte delle persone una buona vita sessuale e una certa armonia nei rapporti affettivi sono prioritari rispetto alla meditazione. Man mano che la sessualità e la relazione con il partner diventano più serene e più soddisfacenti, gli spazi interiori per la meditazione emergeranno da soli, con estrema naturalezza. Molte persone, per esempio, raggiungono il silenzio interiore solo dopo l'orgasmo, e da qui nasce in loro il desiderio di sperimentarlo anche al di fuori del sesso».

### Articolazione del percorso
Di solito un training di tantra ha la durata di uno o più anni, si svolge in gruppo e si articola in una successione di quattro fasi: 
1. La prima parte è dedicata all'esplorazione del sé, alla conoscenza e alla risoluzione dei principali blocchi corporei e dei conflitti mentali, come ad un'integrazione tra corpo e mente, che nella nostra cultura vengono spesso percepiti come separati nel senso cartesiano, p.e. “Sono convinto di una cosa, ma i sentimenti mi dicono il contrario”.
2. La seconda parte mira ad una migliore comunicazione con il partner, sia sul piano verbale che su quello corporeo, per evitare le classiche dinamiche di coppia distruttive. In altre parole: «Prima che la coppia pensi a fare l'amore per ore, deve abituarsi a guardarsi per dieci minuti negli occhi».[8]
3. La terza fase si orienta a coltivare il piacere sensuale e sessuale come all'intimità profonda dell'incontro. Suona paradossale, ma benché tutti teoricamente desiderano maggiore piacere, pochi sono preparati a sostenerlo quando si manifesta nella pratica. Il sistema corpo-mente deve abituarsi ai grandi piaceri (che vanno oltre l'orgasmo) e all'intensa intimità prima di iniziare le pratiche tantriche.
4. Soltanto allora si può iniziare con le meditazioni in unione sessuale, nella quale lo scopo non è quello di arrivare all'orgasmo, bensì all'estasi, cioè a una profonda fusione del sé con il partner e con il Tutto. Questa viene raggiunta, portando l'energia sessuale attraverso i sette chakra fino a vibrare in tutto il corpo. Successivamente riempie anche lo spazio attorno al corpo (l'aura) e porta la mente al silenzio. Questa trasformazione del piacere ordinario in estasi spirituale avviene gradualmente, come racconta Yeshe Tsogyal, che per sette mesi meditò in una grotta con un giovane in unione sessuale: «All'inizio questo piacere era contaminato dalla passione, ma poi diventò una passione di Consapevolezza e alla fine un flusso continuo di Consapevolezza».[9]

### Il passaggio dal personale allo spirituale
Gli insegnanti del neotantra consigliano di fare un percorso psicoterapeutico o di counseling prima di iniziare a meditare, per un semplice motivo: finché l'io rimane un concetto astratto pieno di conflitti interiori, anziché diventare un polo sicuro e un territorio interiore ben esplorato, non puoi oltrepassarlo. Finché corpo, mente e sentimenti non si uniscono a formare un sé organizzato, è inutile cercare l'unione tra il sé e lo spazio. 
Meditare, ossia osservare con la coscienza i fenomeni interiori quando questi sono talmente tanti che affollano la mente, è solo una perdita di tempo. Il testimone interiore non trova un posto tranquillo dal quale osservare la confusione mentale. Soltanto quando la psiche ha raggiunto una certa stabilità e il dialogo interiore non è combattuto tra «devo fare questo o quello, glielo dico o non glielo dico, la amo o non la amo», il testimone interiore riesce ad osservare le sensazioni sottili, i quasi-pensieri emergenti, le pulsazioni energetiche, dal core-self, cioè il centro del sé. Questi processi sottili, una volta iniziati, diventano così numerosi da non riuscire a coabitare con i pensieri e i sentimenti, poiché lo spazio della coscienza è limitato e non può contenerne troppi contemporaneamente. Soltanto quando cessano i processi psichici e mentali grossi, quelli sottili possono emergere, e quando anche questi si esauriscono, subentra la pace interiore.

## Sesso Tantrico
Il Sesso Tantrico è la pratica di un sentiero spirituale, il Tantra appunto.
Secondo gli studenti di tale pratica "l'Universo di cui facciamo esperienza non è altro che una manifestazione concreta di Energia Divina, la quale crea, mantiene e distrugge. Le tecniche e i rituali sono gli strumenti tramite i quali possiamo canalizzare questa energia nel nostro microcosmo, veicolandola per emanciparci, attraverso amore e creatività, raggiungendo lo stato di consapevolezza, di liberazione."